# Dům čp. 3 (Motol)
Dům čp. 3 v Motole v Praze stojí v ulici Plzeňská východně od zámku. Je chráněn jako nemovitá kulturní památka České republiky.

## Historie
Dům vznikl v 1. polovině 19. století. Má charakter venkovské usedlosti.

## Popis
Objekt je zastřešen valbovou střechou s vikýři. Jeho fasády jsou hladké, patro je odděleno plochou kordonovou římsou a završeno profilovanou korunní římsou. Okna jsou v líci s dřevěnými špaletami. V interiéru jsou na chodbách v přízemí ploché segmentové klenby.
Dochovala se původní okna v 1. patře a kování (panty).